# Once Upon a Time (série de televisão)
Once Upon a Time (prt/bra: Era Uma Vez) é  uma série de televisão americana de drama e fantasia criada por Adam Horowitz e Edward Kitsis. Estreou em 23 de outubro de 2011 e terminou em 18 de maio de 2018, na emissora ABC.
A série segue vários personagens de contos de fadas que foram trazidos para o mundo real e tiveram suas memórias originais roubadas por uma maldição poderosa. As primeiras seis temporadas se passam na cidade fictícia de Storybrooke, com Emma Swan sendo a personagem principal, enquanto a sétima temporada se passa em um bairro de Seattle chamada Hyperion Heights, com uma nova narrativa principal liderada por Henry Mills, agora adulto.
Em fevereiro de 2018, foi anunciado que a sétima temporada seria a última temporada da série.

## Resumo
Nas primeiras seis temporadas, a série se passa na cidade fictícia de Storybrooke, no Maine, cujos moradores são todos personagens de contos de fadas que foram transportados da Floresta Encantada para o "mundo real" através de uma poderosa maldição obtida através de Rumplestiltskin (Robert Carlyle) e lançada pela Rainha Má/Regina Mills (Lana Parilla). Após perderem a memória de suas vidas na Floresta Encantada, cada personagem ganhou uma nova identidade com empregos adaptados ao mundo moderno. A única esperança para eles reside em Emma Swan (Jennifer Morrison), filha de Branca de Neve (Ginnifer Goodwin) e do Príncipe Encantado (Josh Dallas), que foi transportada ainda bebê para o mundo real, antes que a maldição fosse lançada, se tornando a Salvadora. Como tal, ela é a única destinada a quebrar a maldição e restaurar as memórias perdidas dos personagens. Emma é auxiliada por seu filho, Henry (Jared Gilmore), o qual reencontrou recentemente depois de tê-lo entregado para a adoção logo após seu nascimento. Henry tem um livro de contos de fadas, que contém as histórias que foram apagadas após a maldição, sendo também o responsável por fazer Emma acreditar na magia e quebrar a maldição, devolvendo a todos suas memórias. Henry também é o filho adotivo de Regina, criando um conflito e um interesse em comum entre as duas.
Na reinicialização da sétima temporada, Henry Mills (Andrew J. West), agora adulto, junto com Regina, Capitão Gancho (Colin O'Donoghue) e Rumplestiltskin, se encontram anos depois no bairro de Hyperion Heights, em Seattle, onde personagens de um reino diferente foram trazidos por uma nova maldição. Com a esperança de restaurar as memórias de sua família, Lucy (Alison Fernandez) tenta convencer seus pais, Henry e Cinderella (Dania Ramirez), da verdadeira natureza de Hyperion Heights, no meio de perigos emergentes que envolvem Lady Tremaine (Gabrielle Anwar) e Mãe Gothel (Emma Booth).
Os episódios geralmente têm um segmento que dá detalhes das vidas dos personagens no passado, que, quando colocados em ordem, adiciona uma peça ao enigma dos personagens e sua conexão com os eventos que precederam a maldição e suas consequências. O outro, definido no presente, segue um padrão semelhante com um resultado diferente, mas também entrega ideias similares.

## Episódios
| Temporada | Temporada | Episódios | Episódios | Originalmente exibido  | Originalmente exibido |
| Temporada | Temporada | Episódios | Episódios | Estreia da temporada   | Final da temporada    |
| --------- | --------- | --------- | --------- | ---------------------- | --------------------- |
|           | 1         | 22        | 22        | 23 de outubro de 2011  | 13 de maio de 2012    |
|           | 2         | 22        | 22        | 30 de setembro de 2012 | 12 de maio de 2013    |
|           | 3         | 22        | 22        | 29 de setembro de 2013 | 11 de maio de 2014    |
|           | 4         | 23        | 23        | 28 de setembro de 2014 | 10 de maio de 2015    |
|           | 5         | 23        | 23        | 27 de setembro de 2015 | 15 de maio de 2016    |
|           | 6         | 22        | 22        | 25 de setembro de 2016 | 14 de maio de 2017    |
|           | 7         | 22        | 22        | 6 de outubro de 2017   | 18 de maio de 2018    |

### 1ª Temporada (2011–2012)
A série começa com o Príncipe Encantado salvando a Branca de Neve da maldição do sono e, na cena seguinte, a Rainha Má interrompe o casamento dos dois, anunciando que ela planeja destruir a felicidade de todos lançando uma maldição sobre todos do reino, que os levará a um lugar onde só ela terá um "final feliz". A maioria dos personagens de contos de fadas são transportados para a cidade de Storybrooke, onde eles foram despojados de suas memórias e identidades reais, além do congelamento, onde todos fazem todo dia a mesma coisa sem um motivo claro. Em seu aniversário de 28 anos, Emma Swan é levada até Storybrooke por Henry Mills, seu filho que dera para a adoção ainda bebê, na esperança de quebrar a maldição lançada por Regina Mills (sua mãe adotiva), a prefeita da cidade.

### 2ª Temporada (2012–2013)
Apesar de Emma ter quebrado a maldição, nenhum dos personagens voltam para a Floresta Encantada, ficando com suas memórias reais. Agora, todos tem que lidar com suas próprias identidades duplas, e com a introdução da magia em Storybrooke, o que torna os destinos dos dois mundos interligados, o que traz novas ameaças. Somos apresentados a dois novos vilões, o Capitão Gancho e a mãe de Regina, Cora, também conhecida como Rainha de Copas. Dois agentes do nosso mundo também se infiltram em Storybrooke, com a missão de destruir a magia. Somos apresentados a Neal Cassidy / Baelfire, o pai biológico de Henry e filho de Rumplestiltskin.

### 3ª Temporada (2013–2014)
Os personagens tentam resgatar Henry das garras de Peter Pan na Terra do Nunca, que tem o plano de roubar o coração de Henry para colocar em si mesmo e se tornar imortal. A crescente luta de poder com Pan continua em Storybrooke, o que acaba resultando na reversão completa da maldição de origem. Todos os personagens são devolvidos para a Floresta Encantada, deixando Emma Swan e Henry para trás em Nova York com suas memórias apagadas. Mais tarde, os personagens são misteriosamente trazidos de volta para Storybrooke, mas tiveram suas memórias do ano anterior removidas, e a Bruxa Má do Oeste, Zelena, de Oz, aparece, planejando uma viagem no tempo para mudar seu passado. Então, mais uma vez, Emma é necessária para salvar a sua família. Conhecemos personagens marcantes em nossa infância, como Sininho, a família Darling e Peter Pan, além de outros personagens como Robin Hood e Roland.

### 4ª Temporada (2014–2015)
Eventos recentes trazem Elsa até Storybrooke, após a abertura da urna onde ela estava presa ser acidentalmente sugada para dentro do portal. Ao chegar a Storybrooke, Elsa procura por sua irmã Anna com a ajuda de vários personagens, mas em meio à busca acaba encontrando-se a mercê de um plano da Rainha da Neve. Enquanto isso, Regina procura o autor do livro Once Upon a Time de Henry, para que ele possa finalmente dar a ela seu final feliz. No entanto, Gold, com a ajuda de Cruella de Vil, Malévola e Úrsula, tem seus próprios planos para reescreverem as regras que regem os destinos dos heróis e vilões.no final eles conseguem encontrar Ana. Finalmente malévola consegue encontrar sua filha, e descobre que Emma já foi amiga dela mas a abandonou quando criança.

### 5ª Temporada (2015–2016)
Os personagens embarcam em uma missão para Camelot tentando encontrar Merlin, a fim de libertar Emma dos poderes das trevas. Para complicar a situação, o Rei Artur está determinado a alterar o equilíbrio entre a luz e as trevas usando a lendária espada Excalibur. Quando a história e o destino se colidem, consequências inusitadas levam os personagens para o Submundo à procura de salvar a alma perdida de um amigo, onde encontram também as almas daqueles com negócios inacabados e enfrentam um novo vilão, Hades, que pretende prender os heróis em seu domínio para sempre. Reencontramos alguns personagens antigos, como Peter Pan, Cora, Liam Jones, Neal Cassidy, Cruella, James, Mulan, Ruby, Dorothy, e muitos outros.

### 6ª Temporada (2016–2017)
A cidade de Storybrooke está ameaçada pelo alter-ego agora dividido do Dr. Jekyll, o Sr. Hyde, que junto com seus companheiros da Terra das Histórias Não Contadas, lutarão para derrubar os heróis. Após sua falha tentativa de se livrar de seu lado mal, Regina terá de lidar também com a sua auto personificação, a Rainha Má, que foi separada de si e deseja vingança contra os heróis.

### 7ª Temporada (2017–2018)
Em maio de 2017, a série foi renovada para uma sétima temporada contendo 22 episódios, marcando o início de uma reinicialização. A temporada se passa anos depois, em Seattle, Washington, onde Lucy chega com seu livro de contos de fadas para encontrar seu pai, Henry Mills, cuja família está precisando de sua ajuda. Em fevereiro de 2018, foi anunciado que a sétima temporada seria a última temporada da série.

## Elenco e personagens
Mais informações: Lista de personagens de Once Upon a Time
- Ginnifer Goodwin como Branca de Neve / Mary Margaret Blanchard – Principal (Temp. 1–6), Participação (Temp. 7)
- Jennifer Morrison como Emma Swan, A Salvadora – Principal (Temp. 1–6), Participação (Temp. 7)
- Lana Parrilla como Regina Mills, A Rainha Má / Roni – Principal (Temp. 1–7)
- Josh Dallas como Príncipe Encantado / David Nolan – Principal (Temp. 1–6), Participação (Temp. 7)
- Jared S. Gilmore como Henry Mills (Jovem) – Principal (Temp. 1–6), Recorrente (Temp. 7)
- Robert Carlyle como Rumplestiltskin / Sr. Gold / Crocodilo / Fera / Weaver – Principal (Temp. 1–7)
- Emilie de Ravin como Bela / Lacey – Principal (Temp. 2–6), Recorrente (Temp. 1, 7)
- Colin O'Donoghue como Killian Jones, O Capitão Gancho / Rogers – Principal (Temp. 2–7)
- Rebecca Mader como Zelena, A Bruxa Má do Oeste / Kelly West – Principal (Temp. 5–6), Recorrente (Temp. 3–4, 7)
- Raphael Sbarge como Grilo Falante / Dr. Archibald Hopper – Principal (Temp. 1), Recorrente (Temp. 2–3, 6), Participação (Temp. 7)
- Eion Bailey como Pinóquio / August Wayne Booth – Principal (Temp. 1), Recorrente (Temp. 2, 4, 6)
- Meghan Ory como Chapeuzinho Vermelho / Lobo / Ruby – Principal (Temp. 2), Recorrente (Temp. 1, 3, 5)
- Jamie Dornan como Caçador / Xerife Graham Humbert – Principal (Temp. 1), Participação (Temp. 2)
- Michael Raymond-James como Baelfire / Neal Cassidy – Principal (Temp. 3), Recorrente (Temp. 2)
- Sean Maguire como Robin Hood – Principal (Temp. 5), Recorrente (Temp. 3–4, 6), Participação (Temp. 7)
- Michael Socha como Will Scarlet / Valete de Copas / Rei Branco – Principal (Temp. 4)
- Andrew J. West como Henry Mills (Adulto) – Principal (Temp. 7), Participação (Temp. 6)
- Dania Ramirez como Cinderela / Jacinda Vidrio – Principal (Temp. 7)
- Alison Fernandez como Lucy Vidrio Mills – Principal (Temp. 7), Participação (Temp. 6)
- Gabrielle Anwar como Rapunzel / Lady Tremaine / Victoria Belfrey – Principal (Temp. 7)
- Mekia Cox como Tiana / Sabine – Principal (Temp. 7)

## Aparições
| Ator/atriz            | Personagem                      | Personagem                      | Dubladores          | Temporada  | Temporada    | Temporada  | Temporada    | Temporada    | Temporada    | Temporada    | Aparições     |
| Ator/atriz            | Contos de Fadas                 | Mundo Real                      | Dubladores          | 1          | 2            | 3          | 4            | 5            | 6            | 7            | Aparições     |
| --------------------- | ------------------------------- | ------------------------------- | ------------------- | ---------- | ------------ | ---------- | ------------ | ------------ | ------------ | ------------ | ------------- |
| Ginnifer Goodwin      | Branca de Neve                  | Mary Margaret Blanchard         | Letícia Quinto      | Principal  | Principal    | Principal  | Principal    | Principal    | Principal    | Participação | 130 episódios |
| Jennifer Morrison     | Emma Swan, a Salvadora          | Emma Swan, a Salvadora          | Fátima Noya         | Principal  | Principal    | Principal  | Principal    | Principal    | Principal    | Participação | 133 episódios |
| Lana Parrilla         | Regina Mills, a Rainha Má       | Regina Mills, a Rainha Má       | Eleonora Prado      | Principal  | Principal    | Principal  | Principal    | Principal    | Principal    | Principal    | 149 episódios |
| Josh Dallas           | Príncipe Encantado              | David Nolan                     | Felipe Grinnan      | Principal  | Principal    | Principal  | Principal    | Principal    | Principal    | Participação | 125 episódios |
| Jared S. Gilmore      | Henry Daniel Mills              | Henry Daniel Mills              | Vyni Takahashi      | Principal  | Principal    | Principal  | Principal    | Principal    | Principal    | —            | 130 episódios |
| Andrew J. West        | Henry Daniel Mills              | Henry Daniel Mills              | Diego Marques       | —          | —            | —          | —            | —            | Participação | Principal    | 23 episódios  |
| Robert Carlyle        | Rumpelstiltskin                 | Sr. Gold                        | Élcio Sodré         | Principal  | Principal    | Principal  | Principal    | Principal    | Principal    | Principal    | 136 episódios |
| Emilie de Ravin       | Bela French                     | Bela French                     | Luciana Baroli      | Recorrente | Principal    | Principal  | Principal    | Principal    | Principal    | Participação | 87 episódios  |
| Colin O'Donoghue      | Killian Jones, o Capitão Gancho | Killian Jones, o Capitão Gancho | Raul Ferreira Netto | —          | Principal    | Principal  | Principal    | Principal    | Principal    | Principal    | 105 episódios |
| Rebecca Mader         | Zelena, a Bruxa Má do Oeste     | Zelena, a Bruxa Má do Oeste     | Márcia Regina       | —          | —            | Recorrente | Recorrente   | Principal    | Principal    | Recorrente   | 57 episódios  |
| Raphael Sbarge        | Grilo Falante                   | Archibald Hopper                | Luiz Antônio Lobue  | Principal  | Recorrente   | Recorrente | Participação | —            | Recorrente   | Participação | 35 episódios  |
| Eion Bailey           | Pinóquio                        | August Wayne Booth              | Fritz Gianvito      | Principal  | Participação | —          | Recorrente   | —            | Participação | —            | 19 episódios  |
| Meghan Ory            | Chapeuzinho Vermelho            | Ruby                            | Priscila Franco     | Recorrente | Principal    | Recorrente | —            | Recorrente   | —            | —            | 36 episódios  |
| Jamie Dornan          | Caçador                         | Graham Humbert                  | Hermes Baroli       | Principal  | Participação | —          | —            | —            | —            | —            | 9 episódios   |
| Michael Raymond-James | Baelfire                        | Neal Cassidy                    | Wendel Bezerra      | —          | Recorrente   | Principal  | —            | Participação | —            | —            | 27 episódios  |
| Sean Maguire          | Robin Hood                      | Robin Hood                      | Dado Monteiro       | —          | —            | Recorrente | Recorrente   | Principal    | Recorrente   | Participação | 49 episódios  |
| Dania Ramirez         | Cinderella                      | Jacinda Vidrio                  | Veridiana Benassi   | —          | —            | —          | —            | —            | —            | Principal    | 22 episódios  |
| Alison Fernandez      | Lucy Vidrio Mills               | Lucy Vidrio Mills               | Flora Paulita       | —          | —            | —          | —            | —            | Participação | Principal    | 23 episódios  |
| Gabrielle Anwar       | Rapunzel Tremaine               | Victoria Belfrey                | Sandra Mara Azevedo | —          | —            | —          | —            | —            | —            | Principal    | 10 episódios  |
| Mekia Cox             | Tiana                           | Sabine                          | Thaís Durães        | —          | —            | —          | —            | —            | —            | Principal    | 14 episódios  |

## Desenvolvimento e produção

### Concepção
Adam Horowitz e Edward Kitsis escreveram a série em 2004, Antes de entrarem na equipe de roteiristas de Lost, mas queriam esperar até que a série acabasse para se concentrarem neste projeto. O roteiro do piloto foi escolhido em 4 de fevereiro de 2011.
Em maio de 2011, Jane Espenson foi adicionada como um co-produtora executiva e Liz Tigelaar foi interposta como um consultora de produção. Damon Lindelof atuou como consultor no piloto da série. Adam Horowitz descreveu Edward Kitsis como seu "padrinho", dizendo: "Posso estar errado, mas acho que esta é a primeira vez que é mostrado Branca de Neve com uma espada, ou grávida".
Mais tarde, Adam Horowitz e Edward Kitsis enfatizaram que a série focaria mais em os próprios personagens e não apresentam uma história "complexa", que supostamente era o foco principal. "Nós não queremos que este seja um 'show' de mitologia", disse Edward Kitsis. "Trata-se de personagens em primeiro lugar." A série também tem uma sinopse semelhante aos quadrinhos de Bill Willingham, os quais a ABC adquiriu os direitos em 2008, mas nunca conseguiu passar da fase de planejamento. Adam Horowitz e Edward Kitsis afirmam que enquanto os dois conceitos estão "no playground mesmo", eles acreditam que estão "contando uma história diferente". A série surgiu como concorrente de Grimm.

## Recepção

### Resposta da crítica
No Metacritic, foi atribuída uma pontuação de 66 em cada 100 com "avaliações favoráveis". Kristin dos Santos, da E!, citou a série como uma das cinco novas séries da temporada de 2011–2012 para assistir. Matthew Gilbert, do The Boston Globe, deu a série um "C+" comentando: "A partir de um par de produtores de Lost, esta é uma proposição amor-ou-ódio. A ambição é impressionante, já que nos pede para imaginar a Branca de Neve de Ginnifer Goodwin e a Rainha Má de Lana Parrilla modernas. Mas Jennifer Morrison é um chumbo de madeira, e as histórias passadas – uma coleção aleatória de contos de fadas – não prometem surpreender".
Em uma revisão do St. Louis Post-Dispatch, o crítico de televisão Gail Pennington saudou a série como uma das "Séries Mais Promissoras do Outono" e, ao contrário de Matthew Gilbert, teve notas altas para Jennifer Morrison. Robert Blanco, do USA Today colocou a série em sua lista dos dez melhores, declarando que "não há nada no ar igual a ele". Mary McNamara, do Los Angeles Times, diz preferir desta série a outro drama com tema de conto de fadas, Grimm, citando que a premissa leva o seu tempo construindo o charme e que o produtor "que tem parte pregado". Ela também deu excelentes críticas para a personagem de Jennifer Morrison: "A Emma de Jennifer Morrison é previsivelmente cínica e espinhosa – de conto de fadas da princesa, minha tia Fanny – mas ela é forte e animada o suficiente para manter o público implorando para 'apenas mais algumas páginas' antes de ir dormir".
Vários meios feministas ficaram satisfeitos com a série por seu toque feminista em contos de fadas. Avital Norman Nathman, da revista Bitch, afirmou que gostou da série por "infundir uma sensibilidade feminista" nas histórias. Genie Leslie, em Feministing, comentou que Emma era um "fodona", que ela gostava de como Emma estava "muito convencida de que as mulheres são capazes de tomar suas próprias decisões sobre suas vidas e seus filhos", e como Emma era uma personagem "bem equilibrada" que era "do sexo feminino, mas não agia muito 'feminina'". Natalie Wilson, da revista Ms., elogiou a série como uma liderança feminina forte, de "chutar o traseiro", pela inclusão de várias mulheres fortes que se revezam fazendo a poupança com os homens, para subverter a fetichização do amor verdadeiro, e para lidar com a ideia de o que faz uma mãe de uma forma mais sutil. Wilson passou a afirmar sobre a liderança: "Sua busca de um final feliz "não é sobre encontrar um homem ou ir a um baile todo gussied-se, mas sobre o trabalho de detetive, sobre a construção de um relacionamento com seu filho Henry, e sobre a busca a "verdade" a respeito de porque o tempo está ainda no mundo corrupto de Storybrooke".

### Audiência
O episódio piloto da série obteve classificação de 4.0 na faixa etária 18-49 com 12,93 milhões de espectadores. Foi a estreia de temporada de maior audiência entre adultos de 18-49 e a maior estreia do ABC em cinco anos. Os outros próximos três episódios tiveram avaliações consistentes a cada semana com mais de 11 milhões de telespectadores. A série tornou-se o programa nº 1 não-desportivo com os telespectadores e jovens nas noites de domingo.
A primeira temporada estreou como a mais assistida série dramática. O Primeiro episódio da 2.ª Temporada, "Broken" atingiu 11 milhões de espectadores.
| Temporada | Horário             | Episódios | Estreia da temporada   | Estreia da temporada   | Final da temporada | Final da temporada     | Data      | Rank | Audiência (em milhões) | Audiência 18–49 (em média) |
| Temporada | Horário             | Episódios | Data                   | Audiência (em milhões) | Data               | Audiência (em milhões) | Data      | Rank | Audiência (em milhões) | Audiência 18–49 (em média) |
| --------- | ------------------- | --------- | ---------------------- | ---------------------- | ------------------ | ---------------------- | --------- | ---- | ---------------------- | -------------------------- |
| 1         | Domingo 8:00 pm     | 22        | 23 de outubro de 2011  | 12.93                  | 13 de maio de 2012 | 9.66                   | 2011–2012 | 28   | 11.71                  | 4.1/10                     |
| 2         | Domingo 8:00 pm     | 22        | 30 de setembro de 2012 | 11.36                  | 12 de maio de 2013 | 7.33                   | 2012–2013 | 35   | 10.24                  | 3.6/9                      |
| 3         | Domingo 8:00 pm     | 22        | 29 de setembro de 2013 | 8.52                   | 11 de maio de 2014 | 6.80                   | 2013–2014 | 35   | 9.38                   | 3.3/8                      |
| 4         | Domingo 8:00 pm     | 22        | 28 de setembro de 2014 | 9.47                   | 10 de maio de 2015 | 5.51                   | 2014–2015 | 50   | 8.98                   | 3.2/7                      |
| 5         | Domingo 8:00 pm     | 23        | 27 de setembro de 2015 | 5.93                   | 15 de maio de 2016 | 4.07                   | 2015–2016 | 69   | 6.32                   | 2.2                        |
| 6         | Domingo 8:00 pm     | 22        | 25 de setembro de 2016 | 3.99                   | 14 de maio de 2017 | 2.95                   | 2016–2017 | 105  | 4.39                   | 1.5/5                      |
| 7         | Sexta-feira 8:00 pm | 22        | 6 de outubro de 2017   | 3.26                   | 18 de maio de 2018 | 2.27                   | 2017–2018 | 120  | 3.41                   | 0.9                        |

## Outras mídias

### Livros
Além do spin-off, Once Upon a Time ganhou um livro. Escrito por Odette Beane, foi intitulado "Once Upon a Time – O Despertar" e é baseado na primeira temporada da série, com a promessa de levar aos fãs uma visão totalmente diferente de seus personagens favoritos.

### História em quadrinhos
Uma histórias em quadrinhos, intitulada Once Upon a Time: Shadow of the Queen, foi lançada em 4 de setembro de 2013 em ambas as formas digitais e de capa dura. A história foi escrita por Dan Thomsen e Corinna Bechko, com arte de Nimit Malavia, Vasilis Lolos, Mike Del Mundo, Stephanie Hans e Mike Henderson. Shadow of the Queen detalha o que acontece depois que a Rainha Má leva o coração do Caçador. ela força a Caçador a cometer o mal, e tentar capturar a Branca de Neve, mais uma vez. O Caçador então enfrenta seu passado, e também conhece Chapeuzinho Vermelho, que está tentando lidar com seu alter ego. Juntos, eles se unem e tentam salvar a Branca de Neve antes que seja tarde demais.
Em 14 de abril de 2014, uma continuação da primeira história em quadrinhos foi lançada, intitulada Once Upon a Time: Out of the Past.

## Spin-off
Em fevereiro de 2013, Edward Kitsis e Adam Horowitz, junto com os produtores Zack Estrin e Jane Espenson, desenvolveram um spin-off com foco no País das Maravilhas, de Lewis Carroll. A série foi intitulada de Once Upon a Time in Wonderland. O primeiro trailer foi revelado em abril de 2013, e o episódio piloto foi filmado no final de julho ou agosto.[35] Em 10 de maio de 2013, ABC anunciou que tinha aprovado o spin-off e em 14 de maio de 2013, anunciou que o spin-off iria ao ar no horário 20h00ET de quinta-feira. A série estreou em 10 de outubro de 2013, mas foi cancelada após uma única temporada de treze episódios, que terminou em 3 de abril de 2014.